# Spray (segelfartyg)
Spray var en 40 fots ostronslup,som byggdes om av kapten Joshua Slocum. Den 24 april 1895 seglade han ut ensam från Boston på en världsomsegling och återkom den 27 juni 1898 till Newport, Rhode Island. Spray med kapten Slocum ombord försvann i Atlanten efter november 1909.

## Renovering
Slupen var byggd 1801 och hade använts i ostronfiske i Chesapeake Bay fram till 1885. Slocum blev erbjuden att överta slupen av en gammal bekant, kapten Eben Pierce. Den kostade ingenting men behövde omfattande reparationer. Slupen låg på land vid Buzzards Bay i Fairhaven, Massachussets. Hamnen hade varit ett centrum för valindustrin. Slocum började bygga om fartyget från grunden, ersatte köl och förstäv, flera spant och fribordet midskepps ökade med 30 centimeter.  Han lade om däcket och monterade ny mast och bogspröt. Under durken placerade han 1,4 ton barlast i form av cementtackor. Efter tretton månaders arbete och 553 USD (15 000 USD 2017) i materialkostnader kunde Slocum sjösätta nya Spray och provsegla den i Buzzard Bay med kapten Pierce.

## Förbättringar
I Buenos Aires hamn fällde han masten och kortade den 2 meter. Även bogsprötet kortade han 1,5 meter. Han sydde om seglen efter de nya rundhulten. Därmed blev det lättare att minska segelytan vid behov.
| Slup respektive yawl |  | Slup respektive yawl |
| Slup respektive yawl |  |                      |

Efter en svår passage genom Magellans sund ankrade Spray i Port Angosto, Chile för reparationer av skrov och rigg. Slocum byggde om riggen genom att montera en mesanmast längst akterut. Slupen blev en Yawl och fick bättre styregenskaper i sidvind. Men framför allt kunde storseglet minskas och bli mer lätthanterligt.